# Большое Медвежье озеро
Большо́е Медве́жье о́зеро (англ. Great Bear Lake, фр. Grand lac de l'Ours, слейви Sahtú) — одно из крупнейших озёр в Канаде (и крупнейшее из располагающихся полностью на территории этой страны), четвёртое по величине в Северной Америке и восьмое по величине в мире. Озеро лежит на Северном полярном круге, на границе областей тайги и тундры.

## Этимология
Индейская народность сахту имеет самоназвание по озеру. Современное название, по-видимому, дано Александром Маккензи, переведшим на английский туземные слова «Озеро гризли»; его пять отрогов (Диз, Мактавиш, Маквайкар, Кит и Смит) названы в честь сотрудников Компании Гудзонова залива, оказывавших помощь Джону Франклину в его северных экспедициях.

## Гидрография

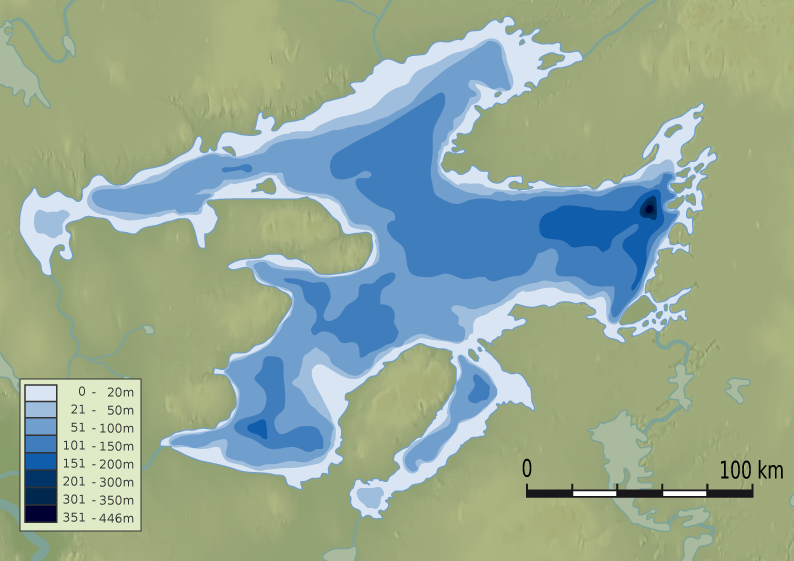
Карта глубин Большого Медвежьего озера

Озеро располагается на Северо-Западных территориях, между 65° и 67° северной широты и 118° и 123° западной долготы, на уровне 156 м выше уровня моря. Максимальная глубина, согласно Большой российской энциклопедии, 137 м, согласно Британской энциклопедии — 413, согласно Всемирной базе данных озёр — 446 и согласно Канадской энциклопедии — 452 м. Средняя глубина — 71,7 м. Озеро, состоящее из пяти отдельных отрогов, имеет крайне неправильную форму. Его длина составляет около 200 миль (320 км), ширина в разных местах от 25 до 110 миль (40—175 км). Длина береговой линии — 2719 км (суммарная длина береговой линии расположенных на озере островов — 824 км). Площадь озера оценивается приблизительно в 30,2—31,3 тыс. км², объём — в 2236 км³. Сезонные колебания уровня воды в озере минимальны (0,2—0,3 м). Зеленоватая вода очень прозрачна.
Крупнейшие реки, впадающие в озеро — Камселл, Джонни-Хо, Диз, Халдейн, Уайтфиш и Слоун. Поверхностные воды в среднем составляют около трети воды, получаемой озером, для отрога Диз эта величина намного меньше — от 12 до 15 %. Озеро имеет отток через Большую Медвежью реку (Сахту-Де) в реку Маккензи. Большое Медвежье и Большое Невольничье озёра образуют вместе с рекой Маккензи общую площадь водосбора, господствующую в бывшем дистрикте Маккензи Северо-Западных территорий.

## География и геология
Большое Медвежье озеро расположено на границе двух больших геологических структур — Канадского щита (той его частью, которая известна как Казан) и Внутренней платформы, — а также на стыке канадской тайги и тундры. Озеро пересекает Северный полярный круг, так что его залив Диз оказывается полностью севернее этой черты. Многолетняя мерзлота охватывает более 90 % территории вокруг отрога Диз, тогда как в южной части площади водосбора участки вечной мерзлоты разрознены и охватывают от 50 до 90 % территории.
Большое Медвежье озеро в его современном виде сформировалось с геологической точки зрения совсем недавно — примерно 2600 лет назад. 10 тысяч лет назад, в последнюю ледниковую эпоху, граница льдов в этом регионе примерно совпадала с краем Канадского щита. Льды, покрывающие северный склон континента, препятствовали водосбросу, результатом чего стало гигантское прогляциальное озеро Макконнелл, занимавшее площадь современных Большого Медвежьего, Большого Невольничьего озёр и озера Атабаска и пространства между ними. Береговая линия этого водоёма, сток которого уходил в юго-восточном направлении, в настоящее время видна на высотах на 145 м выше современного уровня Большого Медвежьего озера. С отступлением ледника почвы поднимались неравномерно, вначале сформировав сток в западной оконечности современного отрога Смит, а затем в западной оконечности отрога Кит Большого Медвежьего озера. Этот сток образовался около 4000 лет назад, когда уровень озера был на 12 м выше сегодняшнего.
Докембрийские осадочные и метаморфические породы Канадского щита образуют восточный берег отрога Мактавиш. Этот регион богат на вулканические интрузии, образующие дайки и силлы. Бо́льшая часть западного берега озера относится уже к Внутренней платформе, а между этим регионом и краем щита расположена узкая полоса ордовикских отложений — преимущественно известняка и доломита со включениями песчаника и конгломерата. Долина Большой Медвежьей реки сформирована мезозойскими известняками, полностью покрытыми слоем валунной глины. Для северо-восточных берегов озера характерны острые утёсы, заливы-фьорды и многочисленные острова (площадь островов в восточном отроге Мактавиш — 432,3 км² — существенно превышает суммарную площадь островов во всех остальных отрогах). Юго-западное побережье более пологое, с обширными заболоченными участками и густыми зарослями канадской ели. Ландшафт по эту сторону озера преимущественно равнинный, с отдельными холмами, высота которых не превышает 450 м. Средние высоты в районе юго-западной оконечности озера — менее 300 м, в северо-восточной части в районе залива Диз — 375 м

### Климат
Большое Медвежье озеро покрыто льдом бо́льшую часть года — согласно Большой российской энциклопедии, с октября по июнь (плавающие льды до июля), а согласно Всемирной базе данных озёр, с ноября по июль.
По наблюдениям с 1950 по 1974 год в районе Порт-Радиума:
| Месяц    | Температура (°C) | Осадки (мм) | Световой день (ч.) |
| -------- | ---------------- | ----------- | ------------------ |
| Январь   | −27,0            | 11          | 0,19               |
| Февраль  | −27,0            | 8           | 1,82               |
| Март     | −19,1            | 14          | 7,57               |
| Апрель   | −10,7            | 6           | 16,03              |
| Май      | +1,2             | 14          | 21,76              |
| Июнь     | +9,0             | 14          | 23,16              |
| Июль     | +12,0            | 35          | 18,54              |
| Август   | +10,6            | 43          | 11,97              |
| Сентябрь | +5,3             | 25          | 6,20               |
| Октябрь  | −3,2             | 27          | 2,85               |
| Ноябрь   | −14,8            | 25          | 0,39               |
| Декабрь  | −23,0            | 14          | 0,00               |
| Среднее  | −7,2             |             | 10                 |
| Итого    |                  | 236         |                    |

## Экология
Несмотря на обширные размеры, Большое Медвежье озеро характеризуется низким разнообразием как растительного, так и животного мира: в нём обнаружено только 16 видов рыб — наименьшее количество из всех крупных озёр Канады. При этом многие популяции существуют только в отдельных отрогах, не мигрируя в соседние, а другие виды, такие как цезиус Couesius plumbeus и перкопс Percopsis omiscomaycus, обитают в притоках озера и вытекающей из него Большой Медвежьей реке, но не в самом озере (в общей сложности на территории бассейна водосбора озера обитают 29 видов рыб). Поскольку озеро расположено в высоких широтах и обладает большим объёмом, который с трудом прогревается, его вода в центральной части слишком холодна для большинства рыб, живущих выше по течению (за исключением озёрного гольца Salvelinus namaycush и глубоководного четырёхрогого керчака), что препятствует миграции и ограничивает их присутствие более мелководными и тёплыми бухтами. Ещё одним фактором, отрицательно влияющим на биоразнообразие, является то, что Большое Медвежье озеро обладает сравнительно небольшим водосборным бассейном, а впадающие в него реки несут воду из бедных на питательные вещества болот. Озёрный голец-кристивомер — самый распространённый в озере вид рыб с большим отрывом от всех остальных. Озеро бедно не только на рыбу: концентрация фитопланктона в нём одна из самых низких для пресноводных водоёмов — по данным 1970-х годов, от 20 до 91 мг/м (для сравнения, в нижних Великих озёрах она превышает 1000 мг/м). В озере обитают 48 видов фитопланктона — в основном диатомовые и золотистые водоросли. Зоопланктон, за исключением пяти видов, встречается только на небольших глубинах в прибрежных водах.
В силу расположения озера на границе зон тайги и тундры растительность к юго-западу и северо-востоку от него сильно различается. На юго-западе расположены хвойные (в основном еловые, а на возвышенностях также лиственничные) леса, перемежаемые болотами в низинах; на северо-восток лежит тундра, где деревья встречаются только на защищённых от погоды участках. В общей сложности в окрестностях озера обнаружены почти 1000 видов сосудистых растений. В пределах водосборного бассейна озера обитают 14 видов млекопитающих и 42 вида птиц, в том числе много водоплавающих (гагары, утки и т. п.). К северу от озера обитают значительные стада карибу (в двух разных стадах поголовье к началу XXI века составляло около 200 тысяч и более 100 тысяч особей) и овцебыков.
Разработка радиоактивных металлов (см. Человеческая деятельность) создаёт экологическую опасность для живой природы в районе Большого Медвежьего озера. Хотя богатые ураном отвалы, сбрасывавшиеся в озеро на ранних стадиях добычи радия, были в 1950-е годы из него извлечены, в его восточной части до сих пор повышена концентрация тяжёлых металлов и радиоактивных материалов. Так, исследования на рубеже веков показали, что тяжёлые металлы накапливаются в организме рыб близ Порт-Радиума сильнее, чем в других частях водоёма. В организме рыб из впадающей в озеро реки Джонни-Хо накапливается ртуть из естественных источников в количествах, которые могут быть опасны для человеческого здоровья при употреблении в пищу. В результате рыбная ловля в низовьях реки, в прежние годы имевшая большое значение для местных племён, практически прекращена.

## Человеческая деятельность
В период до прихода европейцев регион вокруг Большого Медвежьего озера населяли индейские племена, говорящие на языках атабаскской группы: сахту, слэйви и горные люди вдоль Большой Медвежьей реки, догриб на юго-восточном побережье озера и медные индейцы на восточном. Северное побережье посещали охотники-инуиты с залива Коронейшен. Местная устная традиция сохранила свидетельства о контактах народов дене и инувиалуитов, для которых просторы к северу от озера были местом охоты на карибу и овцебыков. Районы впадения в залив Мактавиш реки Джонни-Хо и незамерзающий исток Большой Медвежьей реки играли важную роль как места рыболовного промысла; в особенности это касается последнего, получившего у аборигенов название Делине («Где течёт вода») и ставшего также местом торговли между племенами. В 1990-е годы холмы близ озера, бывшие местом действия местных героических мифов, получили статус национального исторического объекта.
Первые европейцы, появившиеся в этом регионе, построили в 1799 году рядом с Делине факторию Северо-Западной компании для скупки пушнины. В середине 1820-х годов там же был основан Форт-Франклин — место зимовок исследователя Джона Франклина в процессе его экспедиций 1825—1827 годов; одно из первых упоминаний хоккея в Канаде относится к этому периоду — сохранились свидетельства членов экспедиции, игравших в хоккей на льду озера. Большое Медвежье озеро соединил с Большим невольничьим волок, по которому на юг доставлялись шкуры; вдоль этого пути возникали стоянки местных племён. Численность племён вокруг Большого Медвежьего озера тоже возрастала, и в 1921 году сахту подписали договор с британской короной, распространявшийся на всё озеро и земли вокруг него.

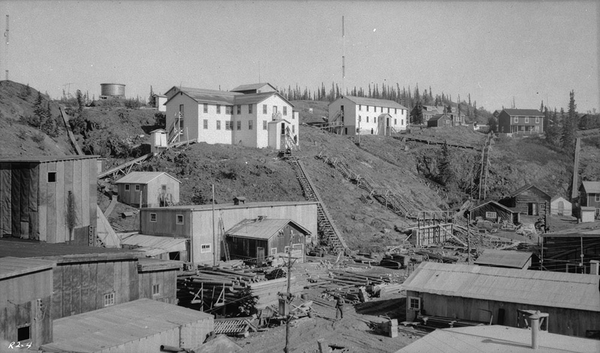
Рудник Эльдорадо, 1944 год

В 1930 году старатели, привлечённые необычными ярко окрашенными камнями на восточном берегу озера, обнаружили залежи серебра и настурана — руды, богатой радием и ураном. В это время радий использовался для лечения раковых заболеваний, что делало его разработку прибыльным делом, и вместе с серебром он вызвал старательский бум. К 1934 году на озере работали три рудника, крупнейший из которых — Эльдорадо — располагался в месте первой находки. С началом Второй мировой войны падение спроса и нехватка рабочей силы сделали эти разработки нерентабельными, и в 1940 году рудники закрылись, однако два года спустя канадское правительство тайно возобновило работы на Эльдорадо. Главным объектом добычи теперь стал уран, ранее уходивший в отходы. Часть добытого металла пошла Манхэттенскому проекту, в рамках которого были изготовлены первые в истории ядерные заряды; в 1998 году группа представителей местных племён посетила Хиросиму, где выразила сожаление о том, что уран, добытый на Большом Медвежьем озере, был использован как оружие против другого народа.

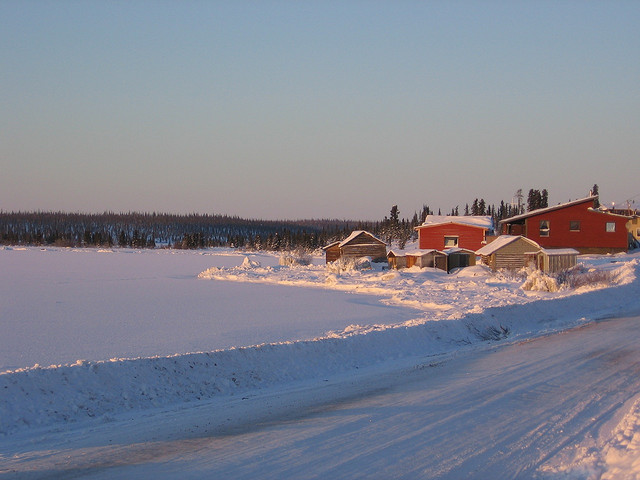
Делине над замёрзшим озером

Добыча урана на Большом Медвежьем озере продолжалась до 1960 года, а с 1964 по 1982 год там снова добывалось серебро. В конце XX века правовые аспекты добычи радиоактивных полезных ископаемых рядом с Большим Медвежьим озером стали катализатором возросшей политической активности местных индейцев дене и дали толчок кампаниям по защите окружающей среды в регионе. В 1993 году между индейцами и метисами Большого Медвежьего озера и федеральным правительством Канады был подписан новый договор, регулирующий правовые отношения, не урегулированные договором 1921 года. В начале XXI века единственный населённый пункт на Большом Медвежьем озере — Делине (бывший Форт-Франклин, население в 2000-е годы менее тысячи человек). Ещё один населённый пункт в пределах водосборного бассейна — Гамети — расположен на озере Рэй к юго-востоку от Большого Медвежьего озера; согласно переписи населения 2001 года, в нём проживали менее 300 человек.
Большое Медвежье озеро судоходно. Период навигации очень короткий. Озеро редко освобождается ото льда раньше конца июня. Вытекающая из озера Большая Медвежья река играет важное транспортное значение в те четыре месяца, когда освобождается ото льда.